# Philippine Stüler
Philippine Stüler (* 24. August 1784 in Heidelberg; † 20. Dezember 1862 in Berlin) war eine deutsche Erzieherin.

## Leben
Maria Philippine Francisca Stüler war eine Tochter des geistlichen Administrationsrates Benedikt Friedrich Albert von Mieg (1755–1829) und dessen Ehefrau Charlotte Söldner (1755–1830). Der Politiker Arnold Friedrich von Mieg war ihr Bruder, dessen Tochter Caroline (1807–1880) 1834 den Architekten Friedrich August Stüler heiratete.

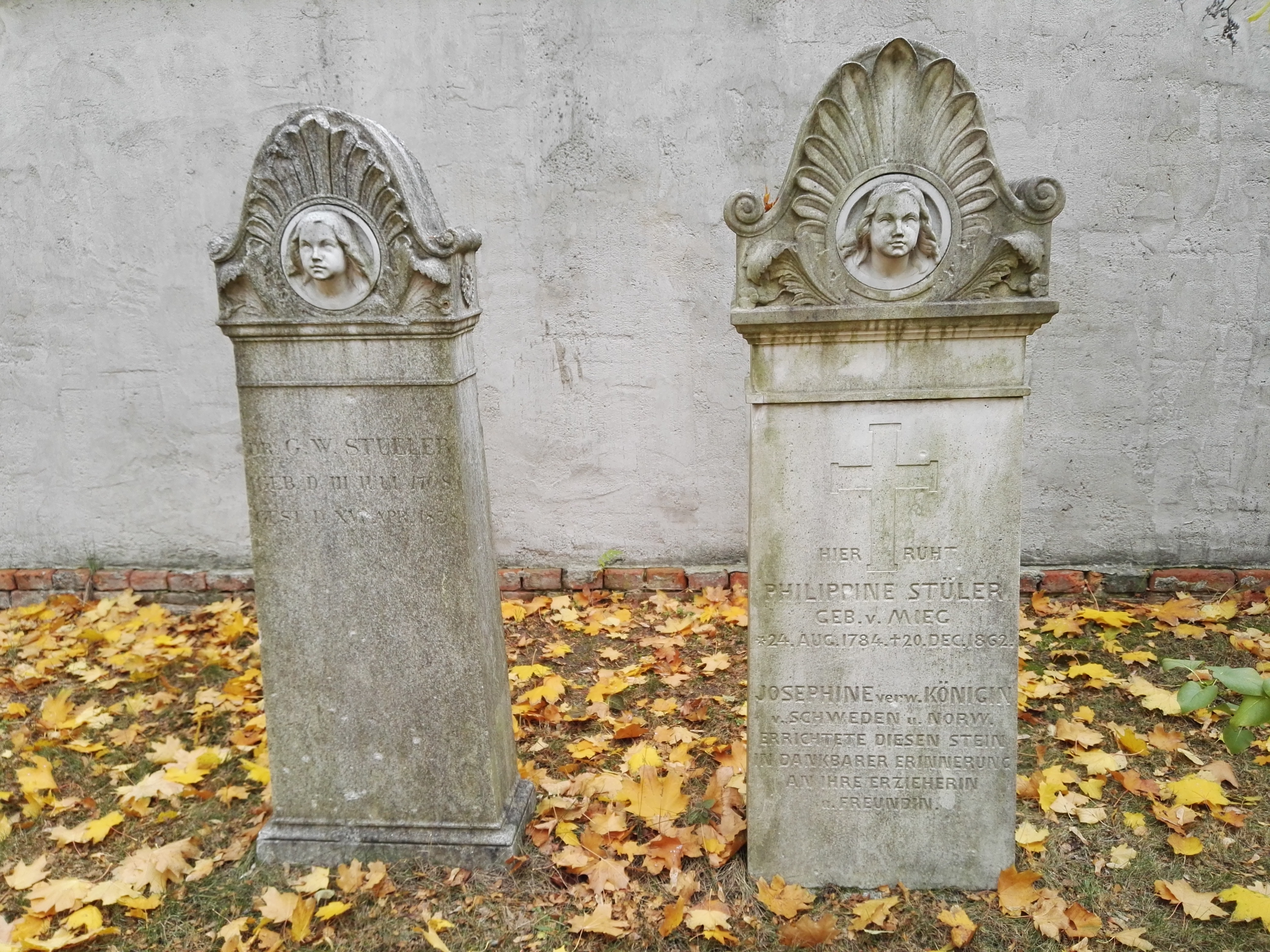
Grab der Eheleute Stüler

Philippine war Erzieherin der Herzoginnen von Leuchtenberg, eine von ihnen, Josephine von Leuchtenberg, wurde die spätere Königin von Schweden, die andere, Eugénie de Beauharnais, war die spätere Fürstin von Hohenzollern-Hechingen, an deren Hof sie den dortigen (13 Jahre jüngeren) Leibarzt Gottfried Wilhelm Stüler kennen lernte und später heiratete.
Philippine Stüler ist mit ihrem Gatten auf dem Berliner Dorotheenstädtischen Friedhof begraben. Den Grabstein ließ die verwitwete Königin von Schweden ihrer ehemaligen „Erzieherin und Freundin“ Philippine durch August Stüler errichten.